# 17e étape du Tour d'Italie 2020
Pour un article plus général, voir Tour d'Italie 2020.
La 17e étape du Tour d'Italie 2020 se déroule le mercredi 21 octobre 2020, entre Bassano del Grappa et Madonna di Campiglio, sur une distance de 203 km.

## Déroulement de la course
La 17e étape voit une nouvelle échappée aller au bout. Ruben Guerreiro franchit en tête les deux premiers cols de la journée et prend ainsi la tête du classement de la montagne, avec 50 pts d'avance sur Giovanni Visconti, qui absent de l'échappée. Ben O'Connor distance ses compagnons de fugue dans la montée finale et s'impose, en devançant Hermann Persteiner de 31 secondes et Thomas De Gendt de 1 minutes 10. Le groupe maillot rose termine à 5 minutes 11, Masnada à 5 minutes 13 et McNulty à 6 minutes 50. Aux portes du Top 10 du classement général, Pernsteiner grimpe à la 11e place et McNulty chute au 13e rang.

## Résultats

### Classement de l'étape
| \| Classement de l'étape \| Classement de l'étape \| Classement de l'étape \| Classement de l'étape \| Classement de l'étape \| \| Coureur \| Coureur \| Pays \| Équipe \| Temps \| \| --------------------- \| ---------------------------- \| --------------------- \| --------------------- \| --------------------- \| \| 1er \| Ben O'Connor \| Australie \| NTT Pro Cycling \| 5 h 50 min 59 s \| \| 2e \| Hermann Pernsteiner \| Autriche \| Bahrain McLaren \| + 31 s \| \| 3e \| Thomas De Gendt \| Belgique \| Lotto-Soudal \| + 1 min 10 s \| \| 4e \| Ilnur Zakarin \| Russie \| CCC Team \| + 1 min 13 s \| \| 5e \| Kilian Frankiny \| Suisse \| Groupama-FDJ \| + 1 min 55 s \| \| 6e \| Harm Vanhoucke \| Belgique \| Lotto-Soudal \| + 2 min 49 s \| \| 7e \| Davide Villella \| Italie \| Movistar Team \| + 3 min 29 s \| \| 8e \| Óscar Rodríguez Garaicoechea \| Espagne \| Astana \| + 3 min 29 s \| \| 9e \| Amanuel Ghebreigzabhier \| Érythrée \| NTT Pro Cycling \| + 3 min 30 s \| \| 10e \| Jesper Hansen \| Danemark \| Cofidis \| + 4 min 32 s \| |                              |           |                 |                 |
| |                              |           |                 |                 |
| Source : ProCyclingStats |                              |           |                 |                 |
| Classement de l'étape |                              |           |                 |                 |
| Coureur | Coureur                      | Pays      | Équipe          | Temps           |
| 1er | Ben O'Connor                 | Australie | NTT Pro Cycling | 5 h 50 min 59 s |
| 2e | Hermann Pernsteiner          | Autriche  | Bahrain McLaren | + 31 s          |
| 3e | Thomas De Gendt              | Belgique  | Lotto-Soudal    | + 1 min 10 s    |
| 4e | Ilnur Zakarin                | Russie    | CCC Team        | + 1 min 13 s    |
| 5e | Kilian Frankiny              | Suisse    | Groupama-FDJ    | + 1 min 55 s    |
| 6e | Harm Vanhoucke               | Belgique  | Lotto-Soudal    | + 2 min 49 s    |
| 7e | Davide Villella              | Italie    | Movistar Team   | + 3 min 29 s    |
| 8e | Óscar Rodríguez Garaicoechea | Espagne   | Astana          | + 3 min 29 s    |
| 9e | Amanuel Ghebreigzabhier      | Érythrée  | NTT Pro Cycling | + 3 min 30 s    |
| 10e | Jesper Hansen                | Danemark  | Cofidis         | + 4 min 32 s    |

### Points attribués pour le classement par points
| Sprint intermédiaire Ponte Arche (km 154) | Sprint intermédiaire Ponte Arche (km 154) | Sprint intermédiaire Ponte Arche (km 154) | Sprint intermédiaire Ponte Arche (km 154) | Sprint intermédiaire Ponte Arche (km 154) |
| ----------------------------------------- | ----------------------------------------- | ----------------------------------------- | ----------------------------------------- | ----------------------------------------- |
|                                           | Coureur                                   | Pays                                      | Équipe                                    | Point(s)                                  |
| 1er                                       | Héctor Carretero                          | Espagne                                   | Movistar                                  | 12                                        |
| 2e                                        | Amanuel Gebrezgabihier                    | Érythrée                                  | NTT Pro Cycling                           | 8                                         |
| 3e                                        | Ben O'Connor                              | Australie                                 | NTT Pro Cycling                           | 6                                         |
| 4e                                        | Ilnur Zakarin                             | Russie                                    | CCC Team                                  | 5                                         |
| 5e                                        | Harm Vanhoucke                            | Belgique                                  | Lotto-Soudal                              | 4                                         |
| 6e                                        | Rohan Dennis                              | Australie                                 | Ineos Grenadiers                          | 3                                         |
| 7e                                        | Dario Cataldo                             | Italie                                    | Movistar                                  | 2                                         |
| 8e                                        | Ruben Guerreiro                           | Portugal                                  | EF Pro Cycling                            | 1                                         |
| modifier                                  |                                           |                                           |                                           |                                           |

| Arrivée d'étape Madonna di Campiglio (km 203) | Arrivée d'étape Madonna di Campiglio (km 203) | Arrivée d'étape Madonna di Campiglio (km 203) | Arrivée d'étape Madonna di Campiglio (km 203) | Arrivée d'étape Madonna di Campiglio (km 203) |
| --------------------------------------------- | --------------------------------------------- | --------------------------------------------- | --------------------------------------------- | --------------------------------------------- |
|                                               | Coureur                                       | Pays                                          | Équipe                                        | Point(s)                                      |
| 1er                                           | Ben O'Connor                                  | Australie                                     | NTT Pro Cycling                               | 15                                            |
| 2e                                            | Hermann Pernsteiner                           | Autriche                                      | Bahrain-McLaren                               | 12                                            |
| 3e                                            | Thomas De Gendt                               | Belgique                                      | Lotto-Soudal                                  | 9                                             |
| 4e                                            | Ilnur Zakarin                                 | Russie                                        | CCC Team                                      | 7                                             |
| 5e                                            | Kilian Frankiny                               | Suisse                                        | Groupama-FDJ                                  | 6                                             |
| 6e                                            | Harm Vanhoucke                                | Belgique                                      | Lotto-Soudal                                  | 5                                             |
| 7e                                            | Davide Villella                               | Italie                                        | Movistar                                      | 4                                             |
| 8e                                            | Óscar Rodríguez                               | Espagne                                       | Astana                                        | 3                                             |
| 9e                                            | Amanuel Gebrezgabihier                        | Érythrée                                      | NTT Pro Cycling                               | 2                                             |
| 10e                                           | Jesper Hansen                                 | Danemark                                      | Cofidis                                       | 1                                             |
| modifier                                      |                                               |                                               |                                               |                                               |

### Points attribués pour le classement du meilleur grimpeur
| Forcella Valbona (km 61,2) 1re catégorie (21,4 km à 6,7%) | Forcella Valbona (km 61,2) 1re catégorie (21,4 km à 6,7%) | Forcella Valbona (km 61,2) 1re catégorie (21,4 km à 6,7%) | Forcella Valbona (km 61,2) 1re catégorie (21,4 km à 6,7%) | Forcella Valbona (km 61,2) 1re catégorie (21,4 km à 6,7%) |
| --------------------------------------------------------- | --------------------------------------------------------- | --------------------------------------------------------- | --------------------------------------------------------- | --------------------------------------------------------- |
|                                                           | Coureur                                                   | Pays                                                      | Équipe                                                    | Point(s)                                                  |
| 1er                                                       | Ruben Guerreiro                                           | Portugal                                                  | EF Pro Cycling                                            | 40                                                        |
| 2e                                                        | Thomas De Gendt                                           | Belgique                                                  | Lotto-Soudal                                              | 18                                                        |
| 3e                                                        | Ilnur Zakarin                                             | Russie                                                    | CCC Team                                                  | 12                                                        |
| 4e                                                        | Rohan Dennis                                              | Australie                                                 | Ineos Grenadiers                                          | 9                                                         |
| 5e                                                        | Hermann Pernsteiner                                       | Autriche                                                  | Bahrain-McLaren                                           | 6                                                         |
| 6e                                                        | Ben O'Connor                                              | Australie                                                 | NTT Pro Cycling                                           | 4                                                         |
| 7e                                                        | Eduardo Sepúlveda                                         | Argentine                                                 | Movistar                                                  | 2                                                         |
| 8e                                                        | Alexander Cataford                                        | Canada                                                    | Israel Start-Up Nation                                    | 1                                                         |
| modifier                                                  |                                                           |                                                           |                                                           |                                                           |

| Monte Bondone (km 117,5) 1re catégorie (20,5 km à 6,6%) | Monte Bondone (km 117,5) 1re catégorie (20,5 km à 6,6%) | Monte Bondone (km 117,5) 1re catégorie (20,5 km à 6,6%) | Monte Bondone (km 117,5) 1re catégorie (20,5 km à 6,6%) | Monte Bondone (km 117,5) 1re catégorie (20,5 km à 6,6%) |
| ------------------------------------------------------- | ------------------------------------------------------- | ------------------------------------------------------- | ------------------------------------------------------- | ------------------------------------------------------- |
|                                                         | Coureur                                                 | Pays                                                    | Équipe                                                  | Point(s)                                                |
| 1er                                                     | Ruben Guerreiro                                         | Portugal                                                | EF Pro Cycling                                          | 40                                                      |
| 2e                                                      | Thomas De Gendt                                         | Belgique                                                | Lotto-Soudal                                            | 18                                                      |
| 3e                                                      | Rohan Dennis                                            | Australie                                               | Ineos Grenadiers                                        | 12                                                      |
| 4e                                                      | Ilnur Zakarin                                           | Russie                                                  | CCC Team                                                | 9                                                       |
| 5e                                                      | Víctor de la Parte                                      | Espagne                                                 | CCC Team                                                | 6                                                       |
| 6e                                                      | Harm Vanhoucke                                          | Belgique                                                | Lotto-Soudal                                            | 4                                                       |
| 7e                                                      | Louis Meintjes                                          | Afrique du Sud                                          | NTT Pro Cycling                                         | 2                                                       |
| 8e                                                      | Geoffrey Bouchard                                       | France                                                  | AG2R La Mondiale                                        | 1                                                       |
| modifier                                                |                                                         |                                                         |                                                         |                                                         |

| Passo Durone (km 164,9) 3e catégorie (10,6 km à 5,8%) | Passo Durone (km 164,9) 3e catégorie (10,6 km à 5,8%) | Passo Durone (km 164,9) 3e catégorie (10,6 km à 5,8%) | Passo Durone (km 164,9) 3e catégorie (10,6 km à 5,8%) | Passo Durone (km 164,9) 3e catégorie (10,6 km à 5,8%) |
| ----------------------------------------------------- | ----------------------------------------------------- | ----------------------------------------------------- | ----------------------------------------------------- | ----------------------------------------------------- |
|                                                       | Coureur                                               | Pays                                                  | Équipe                                                | Point(s)                                              |
| 1er                                                   | Thomas De Gendt                                       | Belgique                                              | Lotto-Soudal                                          | 9                                                     |
| 2e                                                    | Rohan Dennis                                          | Australie                                             | Ineos Grenadiers                                      | 4                                                     |
| 3e                                                    | Harm Vanhoucke                                        | Belgique                                              | Lotto-Soudal                                          | 2                                                     |
| 4e                                                    | Ilnur Zakarin                                         | Russie                                                | CCC Team                                              | 1                                                     |
| modifier                                              |                                                       |                                                       |                                                       |                                                       |

| Madonna di Campiglio (km 203) 1re catégorie (11,9 km à 5,8%) | Madonna di Campiglio (km 203) 1re catégorie (11,9 km à 5,8%) | Madonna di Campiglio (km 203) 1re catégorie (11,9 km à 5,8%) | Madonna di Campiglio (km 203) 1re catégorie (11,9 km à 5,8%) | Madonna di Campiglio (km 203) 1re catégorie (11,9 km à 5,8%) |
| ------------------------------------------------------------ | ------------------------------------------------------------ | ------------------------------------------------------------ | ------------------------------------------------------------ | ------------------------------------------------------------ |
|                                                              | Coureur                                                      | Pays                                                         | Équipe                                                       | Point(s)                                                     |
| 1er                                                          | Ben O'Connor                                                 | Australie                                                    | NTT Pro Cycling                                              | 40                                                           |
| 2e                                                           | Hermann Pernsteiner                                          | Autriche                                                     | Bahrain-McLaren                                              | 18                                                           |
| 3e                                                           | Thomas De Gendt                                              | Belgique                                                     | Lotto-Soudal                                                 | 12                                                           |
| 4e                                                           | Ilnur Zakarin                                                | Russie                                                       | CCC Team                                                     | 9                                                            |
| 5e                                                           | Kilian Frankiny                                              | Suisse                                                       | Groupama-FDJ                                                 | 6                                                            |
| 6e                                                           | Harm Vanhoucke                                               | Belgique                                                     | Lotto-Soudal                                                 | 4                                                            |
| 7e                                                           | Davide Villella                                              | Italie                                                       | Movistar                                                     | 2                                                            |
| 8e                                                           | Óscar Rodríguez                                              | Espagne                                                      | Astana                                                       | 1                                                            |
| modifier                                                     |                                                              |                                                              |                                                              |                                                              |

### Points attribués pour le classement des sprints intermédiaires
| Sprint intermédiaire Ponte Arche (km 154) | Sprint intermédiaire Ponte Arche (km 154) | Sprint intermédiaire Ponte Arche (km 154) | Sprint intermédiaire Ponte Arche (km 154) | Sprint intermédiaire Ponte Arche (km 154) |
| ----------------------------------------- | ----------------------------------------- | ----------------------------------------- | ----------------------------------------- | ----------------------------------------- |
|                                           | Coureur                                   | Pays                                      | Équipe                                    | Point(s)                                  |
| 1er                                       | Héctor Carretero                          | Espagne                                   | Movistar                                  | 10                                        |
| 2e                                        | Amanuel Gebrezgabihier                    | Érythrée                                  | NTT Pro Cycling                           | 6                                         |
| 3e                                        | Ben O'Connor                              | Australie                                 | NTT Pro Cycling                           | 3                                         |
| 4e                                        | Ilnur Zakarin                             | Russie                                    | CCC Team                                  | 2                                         |
| 5e                                        | Harm Vanhoucke                            | Belgique                                  | Lotto-Soudal                              | 1                                         |
| modifier                                  |                                           |                                           |                                           |                                           |

| Sprint intermédiaire Caderzone Terme (km 185,8) | Sprint intermédiaire Caderzone Terme (km 185,8) | Sprint intermédiaire Caderzone Terme (km 185,8) | Sprint intermédiaire Caderzone Terme (km 185,8) | Sprint intermédiaire Caderzone Terme (km 185,8) |
| ----------------------------------------------- | ----------------------------------------------- | ----------------------------------------------- | ----------------------------------------------- | ----------------------------------------------- |
|                                                 | Coureur                                         | Pays                                            | Équipe                                          | Point(s)                                        |
| 1er                                             | Thomas De Gendt                                 | Belgique                                        | Lotto-Soudal                                    | 10                                              |
| 2e                                              | Héctor Carretero                                | Espagne                                         | Movistar                                        | 6                                               |
| 3e                                              | Ilnur Zakarin                                   | Russie                                          | CCC Team                                        | 3                                               |
| 4e                                              | Harm Vanhoucke                                  | Belgique                                        | Lotto-Soudal                                    | 2                                               |
| 5e                                              | Rohan Dennis                                    | Australie                                       | Ineos Grenadiers                                | 1                                               |
| modifier                                        |                                                 |                                                 |                                                 |                                                 |

### Bonifications
|   | Coureur          | Pays     | Équipe       | Secondes |
| - | ---------------- | -------- | ------------ | -------- |
| 1 | Thomas De Gendt  | Belgique | Lotto-Soudal | 3 s      |
| 2 | Héctor Carretero | Espagne  | Movistar     | 2 s      |
| 3 | Ilnur Zakarin    | Russie   | CCC Team     | 1 s      |

|   | Coureur             | Pays      | Équipe          | Secondes |
| - | ------------------- | --------- | --------------- | -------- |
| 1 | Ben O'Connor        | Australie | NTT Pro Cycling | 10 s     |
| 2 | Hermann Pernsteiner | Autriche  | Bahrain-McLaren | 6 s      |
| 3 | Thomas De Gendt     | Belgique  | Lotto-Soudal    | 4 s      |

## Classements à l'issue de l'étape

### Classement général
| \| Classement général \| Classement général \| Classement général \| Classement général \| Classement général \| \| Coureur \| Coureur \| Pays \| Équipe \| Temps \| \| ------------------ \| ------------------ \| ------------------ \| --------------------- \| ------------------ \| \| 1er \| João Almeida \| Portugal \| Deceuninck-Quick Step \| 71 h 41 min 18 s \| \| 2e \| Wilco Kelderman \| Pays-Bas \| Team Sunweb \| + 17 s \| \| 3e \| Jai Hindley \| Australie \| Team Sunweb \| + 2 min 58 s \| \| 4e \| Tao Geoghegan Hart \| Royaume-Uni \| Ineos Grenadiers \| + 2 min 59 s \| \| 5e \| Pello Bilbao \| Espagne \| Bahrain McLaren \| + 3 min 12 s \| \| 6e \| Rafał Majka \| Pologne \| Bora-Hansgrohe \| + 3 min 20 s \| \| 7e \| Vincenzo Nibali \| Italie \| Trek-Segafredo \| + 3 min 31 s \| \| 8e \| Domenico Pozzovivo \| Italie \| NTT Pro Cycling \| + 3 min 52 s \| \| 9e \| Patrick Konrad \| Autriche \| Bora-Hansgrohe \| + 4 min 11 s \| \| 10e \| Fausto Masnada \| Italie \| Deceuninck-Quick Step \| + 4 min 26 s \| |                    |             |                       |                  |
| |                    |             |                       |                  |
| Source : ProCyclingStats |                    |             |                       |                  |
| Classement général |                    |             |                       |                  |
| Coureur | Coureur            | Pays        | Équipe                | Temps            |
| 1er | João Almeida       | Portugal    | Deceuninck-Quick Step | 71 h 41 min 18 s |
| 2e | Wilco Kelderman    | Pays-Bas    | Team Sunweb           | + 17 s           |
| 3e | Jai Hindley        | Australie   | Team Sunweb           | + 2 min 58 s     |
| 4e | Tao Geoghegan Hart | Royaume-Uni | Ineos Grenadiers      | + 2 min 59 s     |
| 5e | Pello Bilbao       | Espagne     | Bahrain McLaren       | + 3 min 12 s     |
| 6e | Rafał Majka        | Pologne     | Bora-Hansgrohe        | + 3 min 20 s     |
| 7e | Vincenzo Nibali    | Italie      | Trek-Segafredo        | + 3 min 31 s     |
| 8e | Domenico Pozzovivo | Italie      | NTT Pro Cycling       | + 3 min 52 s     |
| 9e | Patrick Konrad     | Autriche    | Bora-Hansgrohe        | + 4 min 11 s     |
| 10e | Fausto Masnada     | Italie      | Deceuninck-Quick Step | + 4 min 26 s     |

| Classement par points | Classement par points | Classement par points | Classement par points       | Classement par points |
| Coureur               | Coureur               | Pays                  | Équipe                      | Points                |
| --------------------- | --------------------- | --------------------- | --------------------------- | --------------------- |
| 1er                   | Arnaud Démare         | France                | Groupama-FDJ                | 221 pts               |
| 2e                    | Peter Sagan           | Slovaquie             | Bora-Hansgrohe              | 184 pts               |
| 3e                    | João Almeida          | Portugal              | Deceuninck-Quick Step       | 90 pts                |
| 4e                    | Diego Ulissi          | Italie                | UAE Team Emirates           | 77 pts                |
| 5e                    | Filippo Ganna         | Italie                | Ineos Grenadiers            | 66 pts                |
| 6e                    | Andrea Vendrame       | Italie                | AG2R La Mondiale            | 66 pts                |
| 7e                    | Patrick Konrad        | Autriche              | Bora-Hansgrohe              | 56 pts                |
| 8e                    | Simon Pellaud         | Suisse                | Androni Giocattoli-Sidermec | 50 pts                |
| 9e                    | Ben O'Connor          | Australie             | NTT Pro Cycling             | 41 pts                |
| 10e                   | Wilco Kelderman       | Pays-Bas              | Team Sunweb                 | 40 pts                |

| Classement par points | Classement par points | Classement par points | Classement par points       | Classement par points |
| Coureur               | Coureur               | Pays                  | Équipe                      | Points                |
| --------------------- | --------------------- | --------------------- | --------------------------- | --------------------- |
| 1er                   | Arnaud Démare         | France                | Groupama-FDJ                | 221 pts               |
| 2e                    | Peter Sagan           | Slovaquie             | Bora-Hansgrohe              | 184 pts               |
| 3e                    | João Almeida          | Portugal              | Deceuninck-Quick Step       | 90 pts                |
| 4e                    | Diego Ulissi          | Italie                | UAE Team Emirates           | 77 pts                |
| 5e                    | Filippo Ganna         | Italie                | Ineos Grenadiers            | 66 pts                |
| 6e                    | Andrea Vendrame       | Italie                | AG2R La Mondiale            | 66 pts                |
| 7e                    | Patrick Konrad        | Autriche              | Bora-Hansgrohe              | 56 pts                |
| 8e                    | Simon Pellaud         | Suisse                | Androni Giocattoli-Sidermec | 50 pts                |
| 9e                    | Ben O'Connor          | Australie             | NTT Pro Cycling             | 41 pts                |
| 10e                   | Wilco Kelderman       | Pays-Bas              | Team Sunweb                 | 40 pts                |

| Classement de la montagne | Classement de la montagne | Classement de la montagne | Classement de la montagne   | Classement de la montagne |
| Coureur                   | Coureur                   | Pays                      | Équipe                      | Points                    |
| ------------------------- | ------------------------- | ------------------------- | --------------------------- | ------------------------- |
| 1er                       | Ruben Guerreiro           | Portugal                  | EF Pro Cycling              | 198 pts                   |
| 2e                        | Giovanni Visconti         | Italie                    | Vini Zabù-Brado-KTM         | 148 pts                   |
| 3e                        | Thomas De Gendt           | Belgique                  | Lotto-Soudal                | 82 pts                    |
| 4e                        | Ben O'Connor              | Australie                 | NTT Pro Cycling             | 59 pts                    |
| 5e                        | Rohan Dennis              | Australie                 | Ineos Grenadiers            | 53 pts                    |
| 6e                        | Filippo Ganna             | Italie                    | Ineos Grenadiers            | 48 pts                    |
| 7e                        | Tao Geoghegan Hart        | Royaume-Uni               | Ineos Grenadiers            | 45 pts                    |
| 8e                        | Jonathan Castroviejo      | Espagne                   | Ineos Grenadiers            | 45 pts                    |
| 9e                        | Jonathan Caicedo          | Équateur                  | EF Pro Cycling              | 40 pts                    |
| 10e                       | Simon Pellaud             | Suisse                    | Androni Giocattoli-Sidermec | 39 pts                    |

| Classement de la montagne | Classement de la montagne | Classement de la montagne | Classement de la montagne   | Classement de la montagne |
| Coureur                   | Coureur                   | Pays                      | Équipe                      | Points                    |
| ------------------------- | ------------------------- | ------------------------- | --------------------------- | ------------------------- |
| 1er                       | Ruben Guerreiro           | Portugal                  | EF Pro Cycling              | 198 pts                   |
| 2e                        | Giovanni Visconti         | Italie                    | Vini Zabù-Brado-KTM         | 148 pts                   |
| 3e                        | Thomas De Gendt           | Belgique                  | Lotto-Soudal                | 82 pts                    |
| 4e                        | Ben O'Connor              | Australie                 | NTT Pro Cycling             | 59 pts                    |
| 5e                        | Rohan Dennis              | Australie                 | Ineos Grenadiers            | 53 pts                    |
| 6e                        | Filippo Ganna             | Italie                    | Ineos Grenadiers            | 48 pts                    |
| 7e                        | Tao Geoghegan Hart        | Royaume-Uni               | Ineos Grenadiers            | 45 pts                    |
| 8e                        | Jonathan Castroviejo      | Espagne                   | Ineos Grenadiers            | 45 pts                    |
| 9e                        | Jonathan Caicedo          | Équateur                  | EF Pro Cycling              | 40 pts                    |
| 10e                       | Simon Pellaud             | Suisse                    | Androni Giocattoli-Sidermec | 39 pts                    |

| Classement du meilleur jeune | Classement du meilleur jeune | Classement du meilleur jeune | Classement du meilleur jeune | Classement du meilleur jeune |
| Coureur                      | Coureur                      | Pays                         | Équipe                       | Temps                        |
| ---------------------------- | ---------------------------- | ---------------------------- | ---------------------------- | ---------------------------- |
| 1er                          | João Almeida                 | Portugal                     | Deceuninck-Quick Step        | 71 h 41 min 18 s             |
| 2e                           | Jai Hindley                  | Australie                    | Team Sunweb                  | + 2 min 58 s                 |
| 3e                           | Tao Geoghegan Hart           | Royaume-Uni                  | Ineos Grenadiers             | + 2 min 59 s                 |
| 4e                           | Brandon McNulty              | États-Unis                   | UAE Team Emirates            | + 6 min 10 s                 |
| 5e                           | James Knox                   | Royaume-Uni                  | Deceuninck-Quick Step        | + 10 min 26 s                |
| 6e                           | Sergio Samitier              | Espagne                      | Movistar Team                | + 12 min 25 s                |
| 7e                           | Matteo Fabbro                | Italie                       | Bora-Hansgrohe               | + 26 min 18 s                |
| 8e                           | Aurélien Paret-Peintre       | France                       | AG2R La Mondiale             | + 28 min 45 s                |
| 9e                           | Sam Oomen                    | Pays-Bas                     | Team Sunweb                  | + 35 min 37 s                |
| 10e                          | Attila Valter                | Hongrie                      | CCC Team                     | + 42 min 41 s                |

| Classement du meilleur jeune | Classement du meilleur jeune | Classement du meilleur jeune | Classement du meilleur jeune | Classement du meilleur jeune |
| Coureur                      | Coureur                      | Pays                         | Équipe                       | Temps                        |
| ---------------------------- | ---------------------------- | ---------------------------- | ---------------------------- | ---------------------------- |
| 1er                          | João Almeida                 | Portugal                     | Deceuninck-Quick Step        | 71 h 41 min 18 s             |
| 2e                           | Jai Hindley                  | Australie                    | Team Sunweb                  | + 2 min 58 s                 |
| 3e                           | Tao Geoghegan Hart           | Royaume-Uni                  | Ineos Grenadiers             | + 2 min 59 s                 |
| 4e                           | Brandon McNulty              | États-Unis                   | UAE Team Emirates            | + 6 min 10 s                 |
| 5e                           | James Knox                   | Royaume-Uni                  | Deceuninck-Quick Step        | + 10 min 26 s                |
| 6e                           | Sergio Samitier              | Espagne                      | Movistar Team                | + 12 min 25 s                |
| 7e                           | Matteo Fabbro                | Italie                       | Bora-Hansgrohe               | + 26 min 18 s                |
| 8e                           | Aurélien Paret-Peintre       | France                       | AG2R La Mondiale             | + 28 min 45 s                |
| 9e                           | Sam Oomen                    | Pays-Bas                     | Team Sunweb                  | + 35 min 37 s                |
| 10e                          | Attila Valter                | Hongrie                      | CCC Team                     | + 42 min 41 s                |

| Classement par équipes | Classement par équipes | Classement par équipes | Classement par équipes |
| Équipe                 | Équipe                 | Pays                   | Temps                  |
| ---------------------- | ---------------------- | ---------------------- | ---------------------- |
| 1re                    | Ineos Grenadiers       | Royaume-Uni            | 214 h 56 min 18 s      |
| 2e                     | Deceuninck-Quick Step  | Belgique               | + 21 min 33 s          |
| 3e                     | Bora-Hansgrohe         | Allemagne              | + 27 min 04 s          |
| 4e                     | Team Sunweb            | Allemagne              | + 28 min 57 s          |
| 5e                     | Bahrain McLaren        | Bahreïn                | + 37 min 30 s          |
| 6e                     | Movistar Team          | Espagne                | + 1 h 04 min 36 s      |
| 7e                     | CCC Team               | Pologne                | + 1 h 18 min 51 s      |
| 8e                     | Astana                 | Kazakhstan             | + 1 h 23 min 34 s      |
| 9e                     | AG2R La Mondiale       | France                 | + 1 h 25 min 48 s      |
| 10e                    | NTT Pro Cycling        | Afrique du Sud         | + 1 h 32 min 10 s      |

| Classement par équipes | Classement par équipes | Classement par équipes | Classement par équipes |
| Équipe                 | Équipe                 | Pays                   | Temps                  |
| ---------------------- | ---------------------- | ---------------------- | ---------------------- |
| 1re                    | Ineos Grenadiers       | Royaume-Uni            | 214 h 56 min 18 s      |
| 2e                     | Deceuninck-Quick Step  | Belgique               | + 21 min 33 s          |
| 3e                     | Bora-Hansgrohe         | Allemagne              | + 27 min 04 s          |
| 4e                     | Team Sunweb            | Allemagne              | + 28 min 57 s          |
| 5e                     | Bahrain McLaren        | Bahreïn                | + 37 min 30 s          |
| 6e                     | Movistar Team          | Espagne                | + 1 h 04 min 36 s      |
| 7e                     | CCC Team               | Pologne                | + 1 h 18 min 51 s      |
| 8e                     | Astana                 | Kazakhstan             | + 1 h 23 min 34 s      |
| 9e                     | AG2R La Mondiale       | France                 | + 1 h 25 min 48 s      |
| 10e                    | NTT Pro Cycling        | Afrique du Sud         | + 1 h 32 min 10 s      |

## Abandons
Aucun abandon